# クリイロコガモ
クリイロコガモ （学名：Anas aucklandica）は、カモ目カモ科に分類される鳥類の一種。

## 分布
ニュージーランド（固有種）

## 形態
特徴は写真参照。

## 生態
飛べないカモ

## 絶滅危惧評価
- NEAR THREATENED (IUCN Red List Ver. 3.1 (2001))
[1]

推定生息数＝600 - 2,000羽
安定状態

## 参照・注釈
1. ↑  Anas aucklandica  (Species Factsheet by BirdLife International)